# Phaea hovorei
Phaea hovorei là một loài bọ cánh cứng trong họ Cerambycidae.